# Bernd Oestereich
Bernd Oestereich (* 1965 in Hamburg) ist ein deutscher Informatiker und Autor mehrerer Bücher über objektorientierte Softwareentwicklung. Er ist Gründer der oose Innovative Informatik GmbH, einer mittlerweile in eine eingetragene Genossenschaft umgewandelte Dienstleistungsfirma im Bereich der Software-, System- und Organisationsentwicklung.
Nach seinem Studium der technischen Informatik an der Fachhochschule Hamburg arbeitete er als Softwareentwickler und Berater (u. a. für Debis). 1998 gründete er die oose Innovative Informatik GmbH.

## Publikationen
- Analyse und Design mit UML 2.5: Objektorientierte Softwareentwicklung. 11., aktual. und erw. Auflage 2013, Oldenbourg Wissenschaftsverlag.
- Die UML-Kurzreferenz 2.3 für die Praxis. 5., überarb. Auflage 2009, Oldenbourg Wissenschaftsverlag.